# Johann Wilhelm Ernst Wägner
Johann Wilhelm Ernst Wägner (Darmstadt, 1800. szeptember 16. – Kettenheim, 1886. december 4.) író, fordító, evangélikus teológus.

## Életútja
Édesapja udvari vadász volt. Tanulmányait magánúton kezdte, majd szülővárosa gimnáziumba járt, ahol osztálytársai többek között Gervinus, Kriegk és Liebig voltak. 1820 és 1823 között Gießenben hallgatta a teológiát. 1824 januárja és 1827 májusa között egy magán fiúiskolát vezetett, később darmstadti felsőbb kereskedelmi iskolában is tanított. 1832-ben szerezte meg filozófiai doktorátusát, 1842 novemberétől Ginsheimben lett lelkipásztor, ahol 16 évig dolgozott. 1859. március 4-től az Alzey melletti Kettenheimban működött mint lelkipásztor, 1877-ben egyháztanácsosi címet kapott. Hivatalát 1886. december 4-én bekövetkezett haláláig viselte.

## Művei
- Hellas. Das Land und Volk der alten Griechen (1859)
- Das Buch vom Feldmarschall Radetzky. Für Heer und Volk (1859)
- Rom. Anfang, Fortgang, Ausbreitung und Zerfall – Geschichte und Kultur des römischen Volkes (1862)
- Asgard and the Gods (1880)
- Die Nibelungen. Nach nordischer und deutscher Dichtung erzählt (1882)
- Nordisch-germanische Götter- und Helden (1882)
- Epics and romances of the Middle Ages (1884)
- Romances and epics of our northern ancestors, Norse, Celt and Teuton (1906)

## Forrás
- Allgemeine Deutsch Biographie

## Fordítás
- Ez a szócikk részben vagy egészben  a   Johann Wilhelm Ernst Wägner című német Wikipédia-szócikk fordításán alapul.  Az eredeti cikk szerkesztőit annak laptörténete sorolja fel. Ez a jelzés csupán a megfogalmazás eredetét és a szerzői jogokat jelzi, nem szolgál a cikkben szereplő információk forrásmegjelöléseként.